# カリフォルニア州のシンボル一覧

アメリカ合衆国におけるカリフォルニア州の位置

カリフォルニア州のシンボル一覧を示す。下記のカリフォルニア州のシンボルは公式に指定されており、その大半は州法420-429.8節に見ることができる。

## 州のシンボル一覧
- 飲み物: ワイン

カリフォルニア州の旗

州章

- 鳥: カンムリウズラ（Callipepla californica）
- 色: 青、空と金を意味する。金は州内丘陵部でフォーティナイナーズによって発見された貴金属である
- ダンス: ウェストコースト・スウィング
- 鼓笛隊: カリフォルニア統合ドラムバンド
- 魚: ゴールデントラウト (淡水魚のニジマスの一種、Oncorhynchus mykiss aguabonita)、およびガリバルディ、塩水魚
- 旗:
  - カリフォルニア州の旗（1911年以降）
  - カリフォルニア共和国の旗（1846年）
- 花: カリフォルニア・ポピー (ハナビシソウ、Eschsholzia californica）
- フォークダンス: スクウェアダンス
- 化石: スミロドン （剣歯虎の一種、Smilodon californicus）
- 宝石: ベニトイト
- ゴールドラッシュのゴーストタウン: ボディ
- 草: パープル・ニードルグラス （Nassella pulchra）
- 歴史的社会: カリフォルニア歴史協会[2]
- 昆虫: カリフォルニア・ドッグフェイスバタフライ （Colias eurydice）
- 車のナンバープレート: 白地に赤文字の"California"が頂部にある
- 哺乳動物: ハイイログマ （Ursus californicus）
- 海洋哺乳類: コククジラ （Eschrichtius robustus）
- 軍事博物館: カリフォルニア州立軍事博物館[3]
- 鉱物: 金
- モットー: ユリーカ（私がそれを見つけた）
- ニックネーム: ゴールデンステート（公式のニックネーム）、エルドラド・ステート、ゴールデンウェスト、グレープステート、ミルクと蜂蜜の土地、果物とナッツの土地、娯楽の州、映画の州
- 桂冠詩人: キャロル・マスク＝デュークス
- 前史時代の人工物: 石器のクマ
- 爬虫類: サバクゴファーガメ （gopherus agassizi）
- 石: 蛇紋石
- 印章: 州章: ローマの知恵の女神ミネルウァ、カリフォルニア・ワインの生産を表す葡萄を食べるハイイログマ、農業を表す穀物の束、カリフォルニア・ゴールドラッシュと鉱業を表す鉱夫、州の経済力を現す帆船、およびサンフランシスコ湾あるいはサクラメント川が描かれている。モットーのユリーカという文字も入っている。
- シルバーラッシュのゴーストタウン: カリコ
- スローガン: ここで自分自身を見出せ（Find Yourself Here）
- 土壌: サンホアキン
- 歌: アイ・ラブ・ユー・カリフォルニア
- 大型帆船: カリフォーニアン（スクーナー船）
- 格子柄: カリフォルニア州タータン カリフォルニア州タータン
- 劇場: パサデナ・プレイハウス

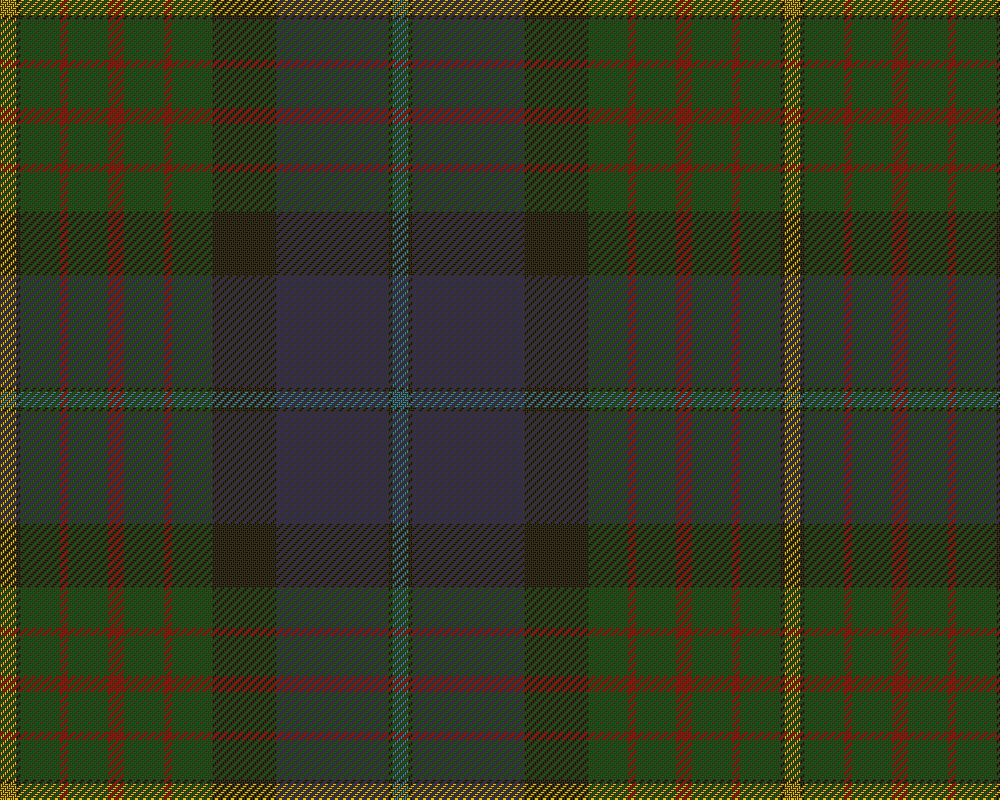
カリフォルニア州タータン

- 木: セコイア（カリフォルニア・レッドウッド）: セコイアデンドロン（Sequoiadendron giganteum）、コースト・レッドウッド（Sequoia sempervirens）
- カリフォルニア州クォーターコイン